# Гуальдо
Гуальдо, Ґуальдо (італ. Gualdo) — муніципалітет в Італії, у регіоні Марке,  провінція Мачерата.
Гуальдо розташоване на відстані близько 125 км на північний схід від Рима, 90 км на південь від Анкони, 55 км на південний захід від Мачерати.
Населення — 827 осіб (2014).

## Демографія
Населення за роками:

Станом на 1 січня 2023 року в муніципалітеті офіційно проживало 80 іноземців з 18 країн, серед них 33 громадяни країн Євросоюзу та 1 громадянин України.

## Сусідні муніципалітети
- Амандола
- Пенна-Сан-Джованні
- Сан-Джинезіо
- Сант'Анджело-ін-Понтано
- Сарнано